# Fernando Prato
Fernando Prato (Córdoba, 1951) è un ex cestista argentino.
È il padre di Patricio Prato

## Carriera
Con l'Argentina ha disputato tre edizioni dei Giochi panamericani (Cali 1971, Città del Messico 1975, San Juan 1979).